# Bill Rexford
Bill Rexford (ur. 14 marca 1927 w Conewango Valley, zm. 18 kwietnia 1994) − amerykański kierowca wyścigowy, mistrz serii NASCAR.
Urodził się w mieście Conewango Valley w stanie Nowy Jork. Rozpoczął starty w lokalnych wyścigach samochodowych. Gdy stworzone serię Strictly Stock w 1949, wziął udział w trzech wyścigach na północnym wschodzie Stanów Zjednoczonych. Startował wtedy swoim Fordem. Ukończył wówczas wyścig na torze Heidelberg Raceway w Pittsburghu na trzecim miejscu.
W następnym roku rozpoczął już regularne starty, biorąc udział w 17 z 19 wyścigów. Był wtedy jednym z dwóch kierowców z północy USA regularnie startujących w tych wyścigach, drugim był jego kolega z zespołu, Lloyd Moore. Rexford odniósł jedno zwycięstwo  na torze Canfield Speedway. 
Jego dwaj rywale, Fireball Roberts i Curtis Turner przeżywali spadek formy pod koniec sezonu w odróżnieniu od Rexforda. Trzeci główny rywal w walce o tytuł, Lee Petty stracił 809 punktów w kontrowersyjnych okolicznościach.
Ostatni wyścig sezonu odbywał się na torze Occoneechee Speedway w Hillsboro. Rexford walczył o tytuł z Robertsem. Gdy Rexford jechał po  mistrzostwo serii Grand National, silnik w jego Oldsmobilu zaczął przerywać. Robertsowi wystarczyła nawet piąta pozycja do zdobycia tytułu. Chciał jednak wygrać mistrzostwa w wielkim stylu, triumfując na torze w Hillsboro. Niewiele mu do tego zabrakło, lecz na pięćdziesiąt okrążeń przed metą awarii uległa jednostka napędowa. Rexford ostatecznie ukończył wyścig na czwartym miejscu, czym zapewnił sobie tytuł.
W następnych latach Rexford startował w wyścigach na północy kraju, nie odnosząc już żadnego dużego sukcesu. W 1953 roku wystartował w dwóch swoich ostatnich wyścigach. Zakończył karierę z 36 wyścigami na koncie, jednym zwycięstwem i jednym tytułem mistrza serii Grand National.
Od ponad 50 lat jest najmłodszym kierowcą, który zdobył mistrzostwo (23 lata).